# Клінген
Клінген (нім. Clingen) — місто в Німеччині, розташоване в землі Тюрингія. Входить до складу району Киффгойзер. Складова частина об'єднання громад Гройсен.
Площа — 10,75 км2. Населення становить 1051 ос. (станом на 31 грудня 2021).